# Alexander Richardson
Alexander Whitmore Colquhoun Richardson (Gerrards Cross, 11 maggio 1887 – Lymington, 22 luglio 1964) è stato un bobbista e militare britannico, medaglia d'argento olimpica nel bob a quattro a Chamonix-Mont-Blanc 1924.
Era il padre di Guy Richardson, canottiere medagliato olimpico.

## Biografia
Nato nella contea di Buckinghamshire, combatté nella prima guerra mondiale nel reggimento di Bedfordshire e Hertfordshire. Nel 1938 venne richiamato alle armi per il secondo conflitto mondiale, dove servì l'esercito britannico in Nord Africa; si ritirò nel 1945 con il grado di generale maggiore.
Attivo nel bob durante gli anni venti, ha gareggiato nel ruolo di frenatore per la squadra nazionale britannica, partecipando ai Giochi olimpici invernali di Chamonix-Mont-Blanc 1924, dove conquistò la medaglia d'argento nel bob a quattro con i compagni Ralph Broome, Terence Arnold e Rodney Soher, superando la nazionale belga (medaglia di bronzo) e posizionandosi dietro a quella svizzera, cui andò la medaglia d'oro.

## Palmarès

### Olimpiadi
- 1 medaglia:
  - 1 argento (bob a quattro a Chamonix-Mont-Blanc 1924).